# Huperzia suberecta
Huperzia suberecta là một loài thực vật có mạch trong Họ Thạch tùng. Loài này được (Lowe) Tardieu mô tả khoa học đầu tiên năm 1970.